# Реакција Украјине на самопроглашење независности Косова
Самопроглашење независности Косова од Србије донето је у недељу, 17. фебруара 2008. године, једногласно у Скупштини Косова.  Свих 11 представника српске мањине бојкотовало је поступак.  Међународна реакција је била помешана, а светска заједница је и даље подељена по питању међународног признања Косова. Украјинска реакција на самопроглашење независности Косова 2008. првобитно је била неутрална, али је касније стала снажније против независности.

## Историја
Дана 18. фебруара 2008. године, Министарство спољних послова Украјине рекао је да би "мултилатерални механизми као што су ЕУ, ОЕБС, УН требало да играју важну улогу". Дана 22. фебруара 2008. украјински министар спољних послова Владимир Огреско изјавио је да 
"тестира све могућности" за признавање Косова, али је упозорио да ће тај процес "потрајати неко време". Огреско је даље рекао да врло добро разуме америчке аргументе, али је уверен да и они разумеју деликатност овог питања за Украјину.  Председник Украјине Виктор Јушченко изјавио је 19. фебруара 2008.године да је став Украјине о тренутној ситуацији да прво следи националне интересе и међународно право. Он је нагласио да став Украјине полази од мишљења да одлука о признавању Косова или не, захтева време за већину земаља света. "Полазимо од наде да преговарачки регулаторни ресурси још нису исцрпљени".  Кабинет Министара Украјине објавио је на званичној веб страници владиног портала следећу изјаву: "Украјина ће одлучити о свом ставу о независности Косова након одговарајуће процене међународних институција". Премијер Украјине Јулија Тимошенко је такође изјавила да је Украјина у суседству са неколико земаља које се суочавају са територијалним проблемима и "зато би, пре него што донесе било какву одлуку, Украјина желела да зна да ли је Косово већ норма, уобичајена пракса или јединствени догађај на који свет треба да реагује". Тимошенко је истакла да Украјина спроводи мултилатералне дипломатске консултације како би утврдила како се доживљава независност Косова, што ће јој омогућити да одреди свој став по том питању.  Дана 22. октобра 2008. заменик министра спољних послова Украјине Константин Јелисејев изјавио је да Украјина намерава да одржи свој неутрални став. "Ако Украјина изабере било који став, безбедност наших мировних снага биће доведена у питање", рекао је он. Дана 4. децембра 2008. године, говорећи на састанку организације за европску безбедност и сарадњу о сепаратизму који је одржан 2008.године, министар спољних послова Владимир Огреско изјавио је да "Украјина никада неће правити компромисе по питању територијалног интегритета било које државе". [6]
У октобру 2009, украјински амбасадор у Русији Костјантин Гришченко рекао је да не постоје случајеви у којима би Украјина требало да призна Косово, Абхазију или Јужну Осетију. 
Украјински председник Виктор Јанукович је 4. јуна 2010. рекао: „Никада нисам признао независност Абхазије, Јужне Осетије или Косова. Ово је кршење међународног права“.  Дана 27. јула 2010. године, секретар за штампу Министарства спољних послова Украјине Олександр Дикусаров је рекао: „Став Украјине да не призна независност Косова остаје непромењен: Ослањајући се на основне међународне правне документе, Украјина је посвећена принципу апсолутног поштовања суверенитета и територијални интегритет свих држава са признатим међународним границама“. 
Квалификациона утакмица за Светско првенство у фудбалу 2018. између Украјине и Косова одиграна је на стадиону Маршал Јозеф Пиłсудски у Кракову, у Пољској, 9. октобра 2016. године, због тога што Украјина није признала путне исправе Косова.  
Дана 6. августа 2022. године у Врховној ради је странка Европска солидарност представила закон којим би се признало Косово као независна држава ако буде усвојен.  